# باري ثورن
باري ثورن (بالإنجليزية: Barrie Thorne)‏ هي عالمة اجتماع أمريكية، ولدت في 1942.